# Paviansberg
Der Paviansberg ist ein Berg in den Auasbergen in Namibia mit einer Höhe von 1831 m. Es liegt in der Region Khomas, im zentralen Teil des Landes.